# Toyota Toyoace
Toyota Toyoace — малотоннажный развозной автомобиль-фургон, выпускаемый компанией Toyota с 1954 года.

## История семейства
Первый прототип появился в 1954 году как однотонный грузовик с полуприцепом, оборудованный четырёхцилиндровым двигателем "типа S" объёмом 1 литр (995 куб. см), мощностью 30 л. с. (22 кВт). Также были разработаны и другие типы фургонов с номерами шасси от SK17 до SK19. Четырьмя годами позднее мощность двигателя S была увеличена до 33 л. с. (24 кВт).
Кабина над двигателем была сохранена для второго поколения Toyopet ToyoAce, первоначально продававшегося как SK20. Новый SK20 также продавался как панельный фургон (SK20V) и как грузовик с двойной кабиной (SK20P). Мощность бокового 1-литрового двигателя осталась прежней.
Третье поколение Toyoace получило коды шасси серии Y. Оно было представлено в августе 1971 года и имело более современный дизайн, а также было доступно в нескольких новых стилях кузова. Существовали бензиновые двигатели 3P и 12R (1,35 или 1,6 литра, 83 л. с. или 61 кВт от 12R), а также 2,5-литровый дизельный двигатель 2J мощностью 70 л. с. (51 кВт).
Четвёртое поколение Toyoace производилось в период с марта 1979 по август 1985 года с задними двускатными колёсами, у которых диаметр меньше, чем у передних односкатных. Такая колёсная база присуща некоторым моделям Kia Bongo и Hyundai Porter. Модельный ряд включает в себя модели RY20, LY20, LY30, JY30 и Y40.
За основу пятого поколения Toyoace была взята модель Dyna пятого поколения. Десятью годами позднее пятое поколение Toyoace было заменено шестым, объединённым с Dyna и Hino Ranger.
Современная версия Toyoace производится с 2011 года.